# Cutubilla
Cutubilla (auch Cutubilla von Württemberg und als Cukubilla genannt) ist eine legendäre Heilige, die selten dargestellt wird. 

## Hintergrund

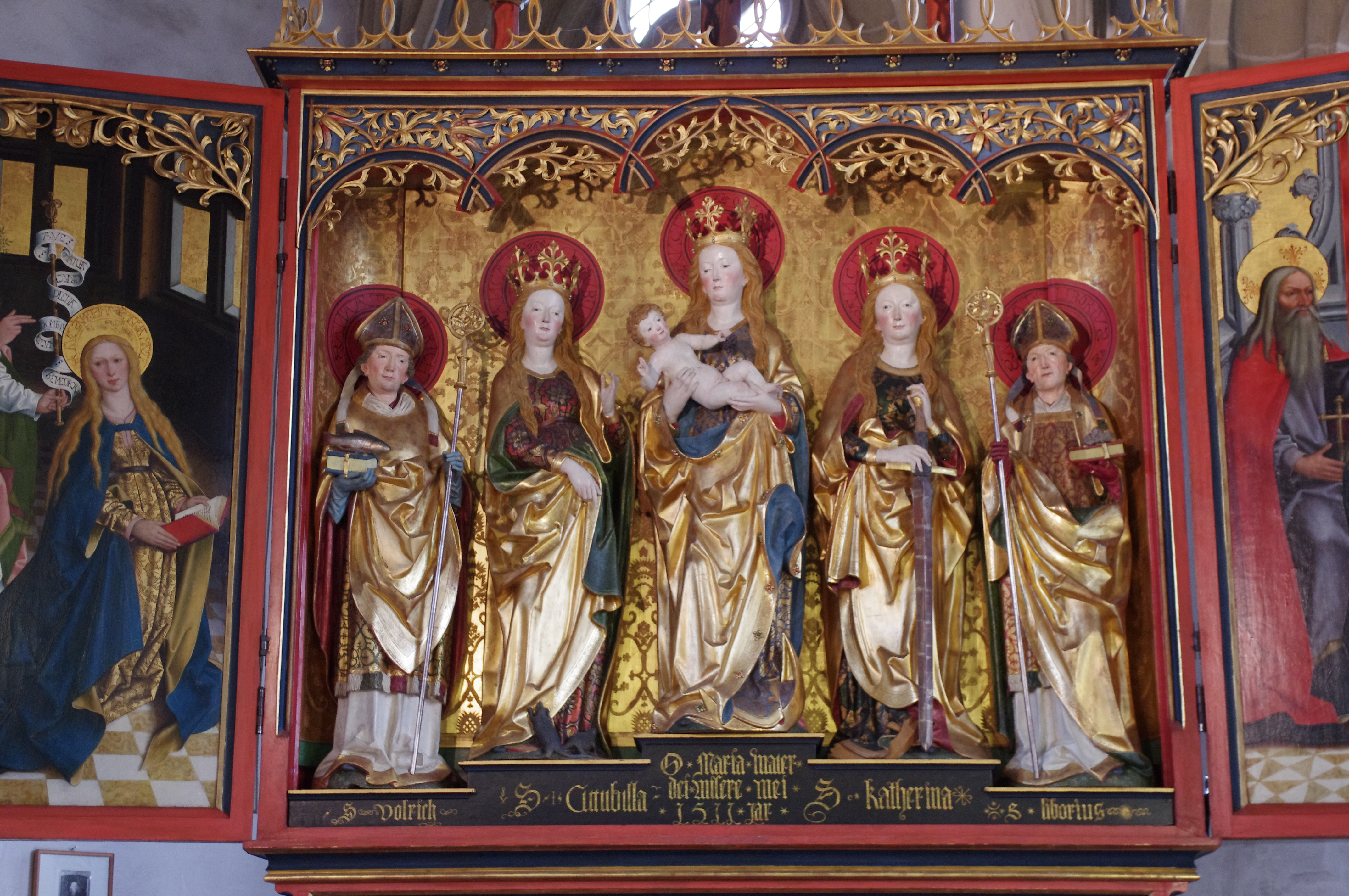
Schrein der Ulrichskirche in Kloster Adelberg, Cutubilla die zweite Figur von links

Es wird angenommen, dass der Name vom heiligen Columban von Iona (Columban dem Älteren) abgeleitet wird, dessen altirischer Name Colum Cille und lateinisch Columcilla lautete, und der als Frauenname gedeutet wurde. Cutubilla gilt wie Gertrud von Nivelles als Patronin gegen die Mäuse- und Rattenplage. Ihr Gedenktag ist der 10. März. Dargestellt wird sie mit Ratten oder Mäusen zu ihren Füßen.

## Verbreitung

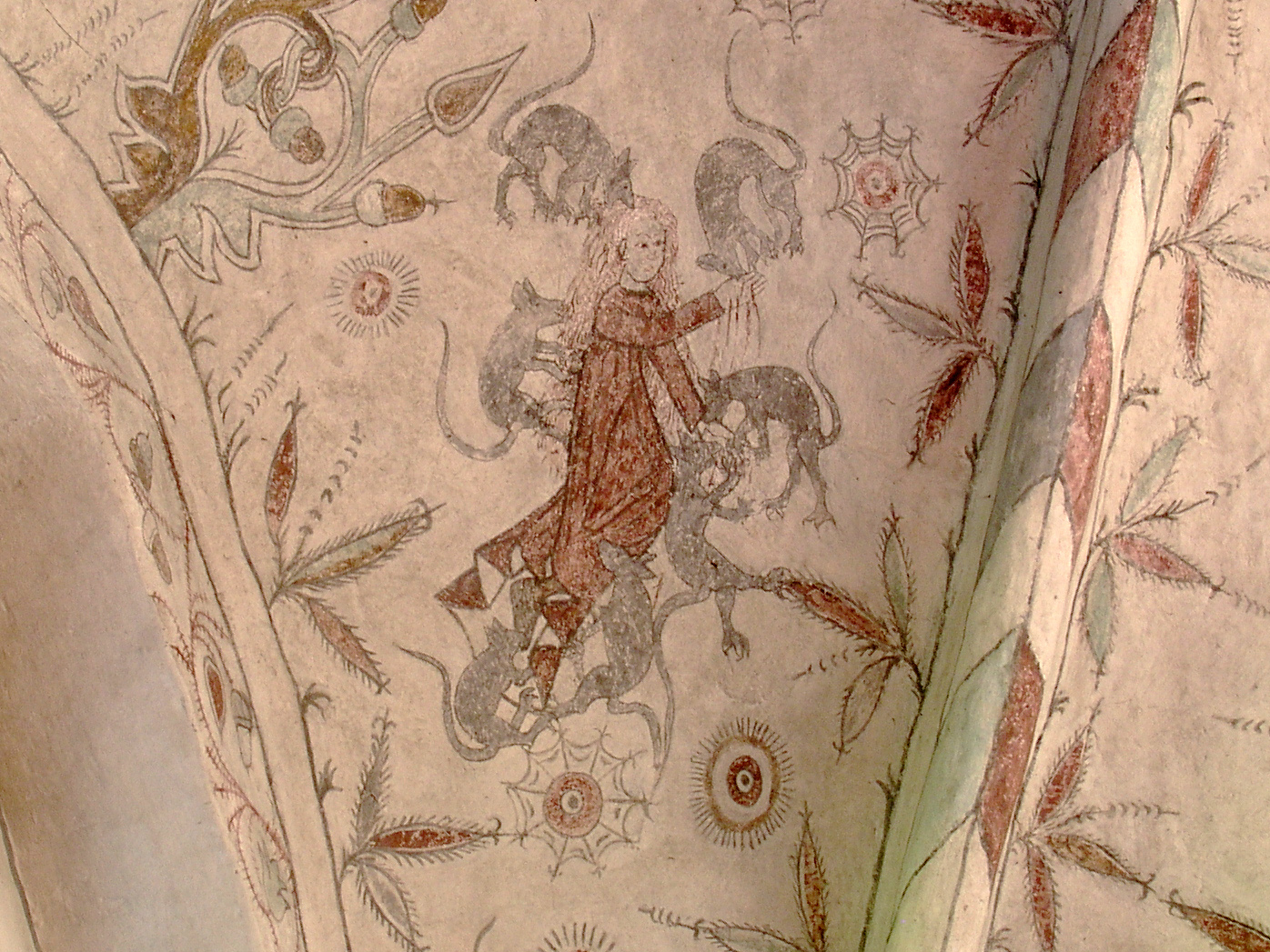
Kaukilla-Darstellung in Kaga (Schweden)

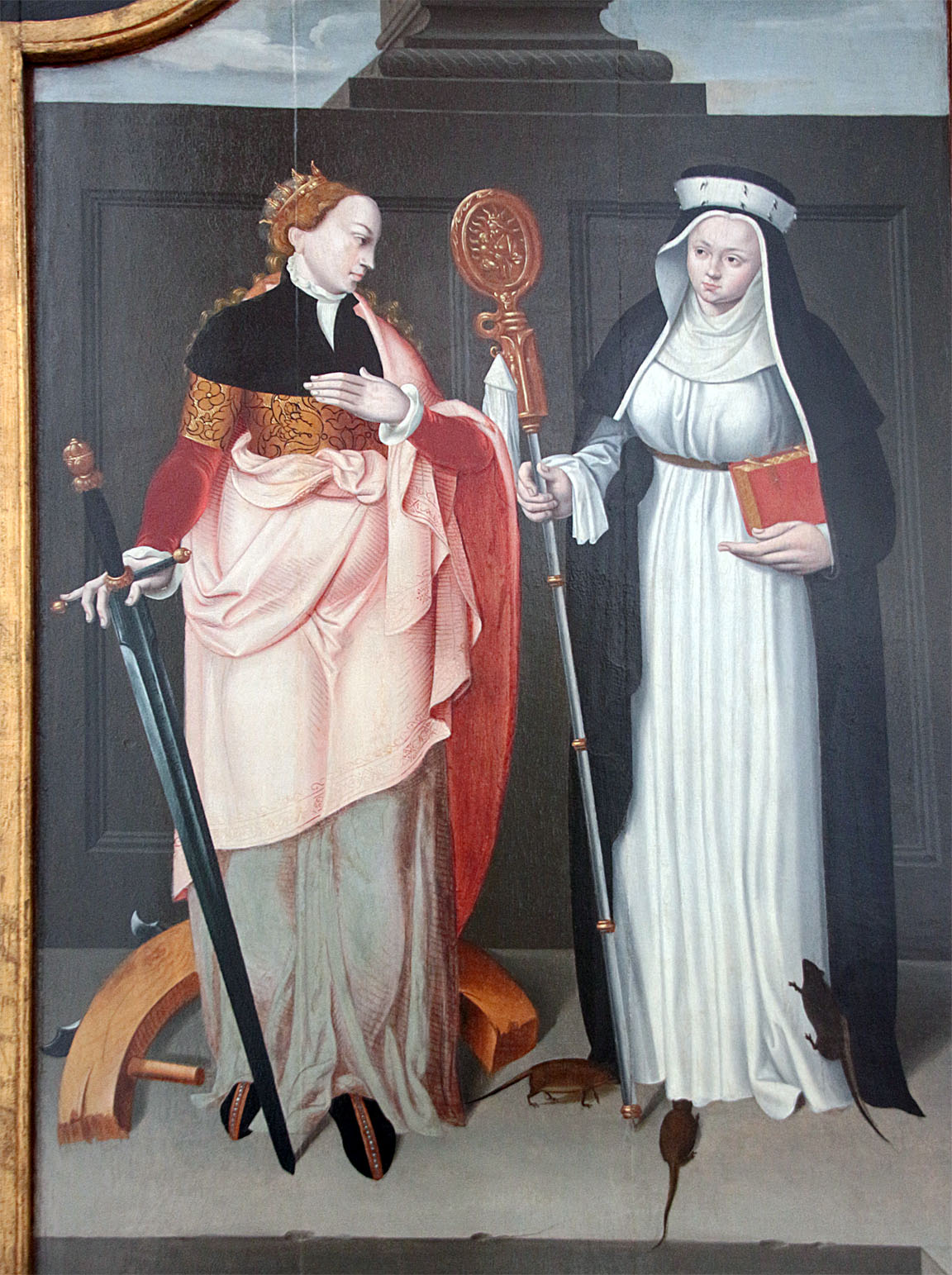
Unklare Zuschreibung: Auf einem Flügelaltar in der Kölner Pfarrkirche St. Pantaleon weist der Äbtissinenstab auf eine höchstwahrscheinliche Darstellung der hl. Gertrud von Nivelles hin und nicht auf die der hl. Cutubilla

Es sind in Deutschland nur zwei Darstellungen sicher bekannt. Die eine ist eine Schreinfigur im Altarblatt der St.-Ulrichs-Kirche in Kloster Adelberg, einem früheren Prämonstratenserkloster, gemeinsam mit den heiligen Ulrich von Augsburg, Maria, Katharina von Alexandrien und Liborius, aus dem Jahr 1511, die der Werkstatt von Jörg Syrlin dem Jüngeren oder Daniel Mauch zugeschrieben wurde und neuerdings Niklaus Weckmann zugeordnet wird, die andere auf einem Gemälde in der Schlosskapelle von Schloss Regendorf in Zeitlarn bei Regensburg. Eine dritte Darstellung wurde auf einem Flügelaltar in der Kölner Pfarrkirche St. Pantaleon (Werkstatt Barthel Bruyn d. Ä. – Figur rechts)  verortet. Das Attribut des Äbtissienstabes weist aber darauf hin, dass es sich höchstwahrscheinlich um die hl. Gertrud von Nivelles handelt.
In Schweden wird sie als Kakukilla, Kaukilla oder Kakwkylla in Film (Gemeinde Östhammar) nördlich von Uppsala sowie in einigen anderen Kirchen (Harg, Gemeinde Östhammar), Kaga (Gemeinde Linköping) und Njutånger (Gemeinde Hudiksvall) sowie Forsa kyrka (Gemeinde Hudiksvall) dargestellt. Eine Schwarzweißabbildung der Darstellung in Film findet sich im Ökumenischen Heiligenlexikon.